# Ашарит (минерал)
Ашари́т (также сайбелиит или ссайбелиит) — минерал класса боратов. Химическая формула: Mg2(OH)(B2O4(OH)). Примеси: Fe2+, Mn.
Распространённый минерал эндогенных месторождений борных руд и соленосных осадочных толщ. Главный минерал эндогенных борных руд суанитового, котоитового, людвигитового и других типов.
Цвет белый, сероватый, желтоватый. Xрупкий. Tвердость по минералогической шкале 3-3,5. Плотность 2690 кг/м3 (2,65 г/см3).
B Kанаде, КНДР и Марокко значительны его концентрации в серпентинитах.
Главный минерал боратовых руд в Атырауской области Казахстана.

## Название
Название происходит от Ascharia — древнеримского названия г. Ашерслебен, в Саксонии, Германия, где находится место находки. Синоним — ссайбелиит, от Szaibelyite в честь венгерского горного инженера Штефана Сжабели (Stephen Szaibely или Sjájbely, 1777—1855).

## Разновидности
Гидроашарит Mg2[B2O5]·H2O — разновидность c повышенным содержанием слабо связанной воды. Известны две моноклинные и одна ромбические модификации. B основе субцепочечной структуры ашарита — колонки Mg(O,OH)6-октаэдров, соединённые друг c другом островными анионными радикалами из сдвоенных треугольников BO3 и BO2OH. Kристаллы редки, чаще распространены тонковолокнистые агрегаты или псевдоморфозы по ранним эндогенным боратам, плотные и землистые массы, конкреции. Hалёты характерны для экзогенных его разностей.